# ردنگو-سایانو
ردنگو-سایانو (به ایتالیایی: Rodengo-Saiano) یک کومونه در ایتالیا است که در استان برشا واقع شده‌است. ردنگو-سایانو ۱۲ کیلومتر مربع مساحت و ۹٬۱۰۷ نفر جمعیت دارد و ۱۷۶ متر بالاتر از سطح دریا واقع شده‌است.